# 小野瑞歩
小野 瑞歩（おの みずほ、2000年9月29日 - ）は、日本の歌手、アイドル。女性アイドルグループつばきファクトリーのメンバー。
東京都出身。アップフロントプロモーション所属。

## 略歴
2014年
- 「モーニング娘。'14 ＜黄金(ゴールデン)＞オーディション」に応募するも、落選。

2015年
- 4月27日、仲野りおん・梁川奈々美・前田こころ・秋山眞緒・金津美月・笠原桃奈・岡本帆乃花とともにハロプロ研修生に加入。
- 5月4日、中野サンプラザで行われた『ハロプロ研修生 発表会2015 〜春の公開実力診断テスト〜』にて初お披露目。「大好き100万点」（譜久村聖・石田亜佑美（モーニング娘。））を披露。

2016年
- 3月 - 4月、『モーニング娘。'16コンサートツアー春 〜EMOTION IN MOTION〜』に、加賀楓、小野田紗栞、橋本渚、金津美月、清野桃々姫とともにオープニングアクトとして参加。
- 4月16日・5月3日・4日・14日、『Juice=Juice LIVE MISSION 220 〜Code3 Special→Growing Up!〜』に、加賀楓、小野田紗栞、橋本渚、島野萌々子、金津美月とともにオープニングアクトとして参加。
- 5月5日、中野サンプラザにて行われた『Hello! Project 研修生発表会2016 〜春の公開実力診断テスト〜』にて「ロマンティック 浮かれモード」（藤本美貴）を披露。
- 8月13日、小野田紗栞・秋山眞緒とともにつばきファクトリーに加入することが発表された。

2017年
- 2月22日、シングル『初恋サンライズ/Just Try!/うるわしのカメリア』でつばきファクトリーとしてメジャーデビュー。

2020年
- 9月29日、1st写真集『MIZUH◎』を発売。

2024年
- 6月11日、4代目サブリーダーに就任。

2025年
- 3月14日、2nd写真集『ひだまりといつも』を発売。
- 3月23日、大学を卒業したことを報告。大学に通っていたこともこの時初めて公表した。

## 人物
- 血液型O型。身長162 cm。
- メンバーカラーはエメラルドグリーン[20]。
- 「瑞歩」という名前は、彼女が産まれたときに顔をみて小野の両親が「瑞歩だ!」と思い名付けた[21]。4歳年上の姉がいる[22]。
- 趣味はダンス、ハロー!プロジェクトの先輩の動画を見ること[23]、映画鑑賞とお菓子作りの動画を見ること[24]。幼少期にはダンスを習っていた[25]。ウサギを飼っている[26]。
- 姉の影響で[27]、中学生時代は吹奏楽部に入部。フルートを担当しており[21]、演奏を特技として挙げている[24]。また、トランペットも所持しており、こちらも演奏することが出来る[28]。
- 座右の銘は「コツコツ ぐんぐん ニッコニコ 今日も1日楽しく元気よく、やる。」[1]。
- 好きな食べ物は杏仁豆腐[24]、きなこねじり[23]、かき氷[29][30][31]。嫌いな食べ物はない[24]。
- 長所はポジティブですぐに切り替えができるところ。短所は寝起きが悪いところ[23]。
- チャームポイントは福耳[23]。利き手は左手[32]。
- ハロー!プロジェクト加入を志す前、将来の夢はお花屋さんやお菓子作りをすることだった[33]。
- BEYOOOOONDSの前田こころとはハロプロ研修生時代の同期であり、異なるグループに昇格した現在も親交がある[34][35]。
- コントユニット・ダウ90000の吉原怜那とは子役時代、同じ事務所に所属していた親友であったが中学生以来、会うことはなかった[36]。しかし、2023年8月放送のテレビ朝日系『週刊ダウ通信』で10年ぶりに再会を果たした[36]。
- つばきファクトリーで一番好きな楽曲に「ハナモヨウ」、またハロー!プロジェクト全体では、モーニング娘。の「Happy大作戦」を挙げている。「Happy大作戦」について「ハロー!プロジェクトに入る前からずっと好きだった曲」と述べている[21]。
- 2012年5月26日、国立代々木競技場第1体育館で開催されたガールズアワードに小野が行った際、モーニング娘。が「One・Two・Three」を披露していた。当時小学生だった小野はすぐにはハマらなかったが、中学1年生になってその動画を見つけ、そこからハロー!プロジェクトにハマっていった[37]。目標としている先輩は、モーニング娘。の佐藤優樹[21]。

## 作品

### CDアルバム
- ハロプロ研修生『Rainbow×2』（2018年7月11日、UP-FRONT WORKS、UFCW-1133）
  - #7 Hello! まっさらの自分[38]
  - #9 一尺玉でぶっ放せ!

## 出演

### ラジオ
- Hello! SATOYAMA&SATOUMI Club→Hello! SATOYAMA&SATOUMI Club〜Next〜（2017年7月1日 - 、ラジオ日本）[39]

### 舞台
- 演劇女子部「ネガポジポジ」（2016年11月3日 - 20日、池袋シアターグリーン BIG TREE THEATER） - 由美 役（チームB）
- 演劇女子部「遙かなる時空の中で6 外伝 〜黄昏ノ仮面〜」（2019年6月6日 - 23日、サンシャイン劇場 / メルパルクホール）[40] - 有馬一 役

## 書籍

### 写真集
- MIZUH◎（2020年9月29日、オデッセー出版、撮影：根本好伸）ISBN 978-4-908643-54-5[15]
- ひだまりといつも（2025年3月14日、オデッセー出版、撮影：西村康）ISBN 978-4-911265-07-9[17]

## 参加ユニット
- つばきファクトリー（2016年 - ）
- シャッフルユニット
  - ハロプロ・オールスターズ（2018年 - 2020年）